# Tachina defecta
Tachina defecta är en tvåvingeart som beskrevs av Walker 1853. Tachina defecta ingår i släktet Tachina och familjen parasitflugor. Inga underarter finns listade i Catalogue of Life.